# فرانک نظامی متفقین
فرانک نظامی متفقین (به انگلیسی: AM-Franc) یا فرانک «بلیت پرچم» (به فرانسوی: Billet drapeau)، یکای پولی بود که توسط ایالات متحده برای استفاده در فرانسه تحت اشغال متفقین در پی نبرد نرماندی صادر شد. با تسخیر سریع حاکمیت توسط ژنرال شارل دو گل، که فرانک اشغالی ایالات متحده را "پول تقلبی" می‌دانست، این ارز به سرعت به نفع فرانک فرانسه قبل از جنگ از بین رفت.